# 东平壤站
東平壤站（韓語：동평양역）是朝鮮民主主義人民共和國平壤力浦区域的一個鐵路車站，属于平德线。

## 邻近车站
平德线
大同江站 - 東平壤站 - 松新站